# Џо Хисаиши
Џо Хисаиши (久石譲 Нагано, Јапан 6. децембар 1950. године), право име Мамору Фуџисава (јап. 藤澤守), је савремени јапански композитор са преко стотину композиција на филму.
Познат је по компоновању у више различитих жанрова као што су: минимализам, експериментална електронска музика, европска класична музика и јапанска класична музика.

## Биографија
Након завршене виолине у средњој школи Сузака, уписује приватну музичку академију Кунитачи (eng. Kunitachi College of Music) на катедри за компоновање у Токију. Име Хисаиши настало је по узору на име његовог идола – афричко-америчког музичара и продуцента Квинси Џонса (енгл. Quincey Jones). Узевши јапанске знаке који се изговарају као име овог музичара "Kuishi Jō" и кориговавши их, направио је име по коме је данас познат.
Ради првенствено на музици за филмове. У сарадњи са филмским продуцентима, ствара музику за филмове Наушика из долине ветрова (eng. Nausicaä of the Valley of the Wind) и Ветар који стоји продуцента Хајао Мијазакија и Сцена на обали мора и Лутке Китано Такешија.
Такође, одговоран је за 30-так соло албума као што су МКВАЈУ и Мелодифонија.

### Детињство
У четвртој години почиње да свира виолину. Његов отац (професор у средњој школи) често га је водио у оближњи биоскоп што је утицало на његову данашњу професију. Похађао је средњу школу Сузака, где је био члан бенда у коме је свирао трубу.
На музичкој академији Кунитачи учи о концертној музици, где се у двадесетој години живота упознаје са минималистичком музиком. Управо она га је привукла компоновању савремене музике.

### Почеци од 1974. до 1978.
Након завршене академије, придружује се неколицини колега у стварању ансамбла. Такође, 1974. године компонује за музику за филм рађен по јапанском стрипу (манга) Први људски џин (eng. First Human Giatrus) потписавши се као Мамору Фуџисава. Ово је био његов први рад.
Већ 1975. Јапански филхармонијски симфонијски оркестар наручује његове композиције, а од 1978. ради на композицијама за Нове звуке трубе.

### Анимирани филмови од 1978. до 2000.
Године 1982, објављује свој први албум Информација (Оркестар замишљеног града).
Одговоран је за музику филма Наушика из долине ветрова Хајао Мијазакија 1984. године. Првобитно је музику за овај филм требало да ради Харуоми Хосоно, али су Мијазаки и продуцент Исао Такахата отказали јер музика није одговарала филму. Постао је познат захваљујући музици за овај филм.
Од 1992. три године заредом добија јапанске академске награде за најбољу музику.
Године 1998, ствара препознатљиву песму Време за одлазак за Зимске параолимпијске игре у Нагану.

### Од 2000. до данас
Компонује музику за јапанске филмове Зачарани град Хајао Мијазакија и Брат (eng. Brother) Китано Такешија и француски филм Чизме од седам миља, рађен по бајци Шарла Пероа, 2001. године. Исте године излази његов први филм Квартет.
Године 2004, ствара музику за филм Покретни дворац и музику за 57. Филмски фестивал у Кану.
Године 2008, Музика за Поњо на литици уз море као и за корејску драму Четири бога (eng. Four Gods) за које добија многобројне награде.
За филм Одласци (eng. Departures), из 2009. Добија прву награду најбољег филма на страном језику као представник јапанског филма.
Од 2016. је директор музеја града Нагана.

## Сарадња
Сарађује са Хајао Мијазакијем од 1984. године. Значајан је као творац музике за филмове Такеши Китана: Сцена на обали мора (eng. A Scene at the Sea) (1991), Сонатина (1993), Повратак деце (eng. Kids Return) (1996), Хана-би (1997), Кикуџиро (eng. Kikujiro no Summer) (1999) и Лутке (eng. Dolls) (2002), и за видео-игрицу Ни но Куни.

## Албуми

### Студијски албуми
| Година | Подаци                                                                                 |
| ------ | -------------------------------------------------------------------------------------- |
| 1981   | МКВАЈУ (eng. MKWAJU) (ムクワジュ)                                                      |
| 1982   | Информација (eng. Information)                                                         |
| 1985   | Град алфабета (eng. α-BET-CITY) (アルファベットシティ)                                 |
| 1986   | Закривљена Музика (eng. Curved Music)                                                  |
| 1988   | Клавирске приче (eng. Piano Stories)                                                   |
| 1988   | Илузија (eng. Illusion)                                                                |
| 1989   | Лицемер (eng. Pretender)                                                               |
| 1991   | Ја сам (eng. I Am)                                                                     |
| 1992   | Мој изгубљени град (eng. My Lost City)                                                 |
| 1994   | Рај на Земљи (eng. Earthly Paradise)                                                   |
| 1995   | Мелодија Булевара (eng. Melody Boulevard)                                              |
| 1996   | Клавирске приче 2 – Ветар живота (eng. Piano Stories II – The Wind of Life)            |
| 1997   | Дела 1 (eng. Works I)                                                                  |
| 1998   | Клавирске приче 3 – Носталгија (eng. Piano Stories III – Nostalgia)                    |
| 1999   | Дела 2 (eng. Works II)                                                                 |
| 2000   | Погодити виолинисту (eng. Shoot The Violist)                                           |
| 2002   | Бис (eng. Encore)                                                                      |
| 2003   | Закривљена Музика 2 (eng. Curved Music II)                                             |
| 2004   | Приватно (eng. Private)                                                                |
| 2005   | Клавирске приче 4 – Слобода (eng. Piano Stories IV – Freedom)                          |
| 2005   | Дела 3 (eng. Works III)                                                                |
| 2006   | Рај/Малдиви (jap. Rakuen / eng. Maldives                                               |
| 2006   | Азијски ИКС. Т. Ц (eng. Asian X.T.C)                                                   |
| 2009   | Друге клавирске приче – Крај света (eng. Another Piano Stories - The End of the World) |
| 2009   | Мало ритма (eng. Minima Rhythm)                                                        |
| 2014   | Дела 4 – Сан (eng. Works IV -Dream of W.D.O.)                                          |
| 2015   | Мало ритма 2 (eng. Minima_Rhythm 2) (ミニマリズム2)                                    |

## Филмска музика
| Година | Подаци                                                                             |
| ------ | ---------------------------------------------------------------------------------- |
| 1984   | Наушика из долине ветрова (eng. Nausicaä of the Valley of the Wind)                |
| 1984   | Трагедија (eng. W's Tragedy)                                                       |
| 1985   | Рана прољећна прича (eng. Early Spring Tale) (早春物語)                            |
| 1985   | Арион (eng. Arion)                                                                 |
| 1986   | Лапута – Замак на небу (eng. Laputa – Castle in the sky)                           |
| 1986   | Карневал Робота (eng. Robot Carnival)                                              |
| 1987   | Учионица која плови (eng. The Drifting Classroom) (漂流教室 オリジナルサントラ)    |
| 1988   | Мој комшија Тоторо (eng. My Neighbor Totoro)                                       |
| 1988   | Ноћни град (eng. Night City) (シングル)                                            |
| 1988   | Зимски Путници (eng. Winter Travelers) (冬の旅人)                                  |
| 1988   | Рат на Венери (eng. Venus Wars)                                                    |
| 1989   | Кикин сервис за достављање (eng. Kiki's Delivery Service)                          |
| 1989   | Унутрашњи (eng. The Inners) (はるかなる時間の 彼方へ)                              |
| 1991   | Чизукова млађа сестра (eng. Chizuko's Younger Sister)                              |
| 1992   | Гледао сам само тебе 君だけをみていた                                              |
| 1992   | Б+1 (eng. B+1)                                                                     |
| 1992   | Сцена на обали мора (eng. A Scene at the Sea)                                      |
| 1993   | Соната (eng. Sonatine)                                                             |
| 1993   | Водени путник, деца самураја (eng. The Water Traveler, Samurai Kids)               |
| 1994   | Рођење (eng. Birth)                                                                |
| 1994   | Џоов пројекат (eng. Joe's Project) (ぴあの)                                        |
| 1994   | Џоов пројекат 2 (eng. Joe's Project 2) (ぴあの / 純名里沙)                         |
| 1996   | Повратак деце (eng. Kids Return)                                                   |
| 1997   | Принцеза Мононоке (eng. Princess Mononoke)                                         |
| 1998   | Хана-би (eng. Hana-bi)                                                             |
| 1998   | Дрво раних зимских киша (eng. Tree of Early Winter Rains) (時雨の記)               |
| 1999   | Кикуџиро (eng. Kikujiro)                                                           |
| 2000   | Прва љубав (eng. First Love) (jap. Hatsu-koi)                                      |
| 2000   | Како река тече... (eng. As the River Flows)                                        |
| 2001   | Брат (eng. Brother)                                                                |
| 2001   | Зачарани град (eng. Spirited Away)                                                 |
| 2001   | Квартет (eng. Quartet)                                                             |
| 2001   | Чизме од седам миља (eng. Little Tom Thumb) (fra. Le Petit Poucet)                 |
| 2004   | Покретни дворац (eng. Howl's Moving Castle)                                        |
| 2002   | Лутке (eng. Dolls)                                                                 |
| 2002   | Кад последњи мач буде извучен (eng. When the Last Sword is Drawn)                  |
| 2004   | Генерал (eng. The General)(esp. Le Mécano de la General)                           |
| 2008   | Поњо на литици уз море (eng. Ponyo on a Cliff by the Sea)                          |
| 2008   | Одласци (eng. Departures)                                                          |
| 2008   | Радије би био острига (eng. I'd Rather Be A Shellfish) (Watashi Wa Kai Ni Naritai) |
| 2010   | Деветнаести корак (eng. The 19th Step)                                             |
| 2010   | Океански рај (eng. Ocean Heaven) (Gui Lunmei)                                      |
| 2010   | Зликовац (eng. Villain)                                                            |
| 2013   | Породица из Токија (eng. Tokyo Family)                                             |
| 2013   | Ни но Куни: Гнев беле вештице (eng. Ni no Kuni: Wrath of the White Witch)          |
| 2013   | Чоколада за душу (eng. Sweet Heart Chocolate)                                      |
| 2013   | Прича о принцези Кагуја (eng. The Tale of Princess Kaguya                          |
| 2014   | Кућица (eng. The Little House                                                      |

## Копмозиције
- Медија (за флауту, виолину и клавир) (1971)
- Ларај (eng. LARAI) (1973)
- Самоћа (за гитару и шакухачи (флауту од бамбуса) (1977)
- Индија (1978)
- Књига церемонија (1978)
- Плава етида (1978)
- Ретроспектива (1979)
- Зимска башта (2006)
- Крај света (2008)
- Забава (за оркестар гудачких инструмената) (2009)
- Симфонија (за камерни оркестар) (2009)
- Олујно море пролећа (2010)
- Спирала (за гудачки оркестар) (2010) * Мамору Фуџисава
- Цвет младости (2010)
- Четири Багателе (за квартет тромбона) (2010)
- Пета димензија (2011) * Мамору Фуџисава (Композиција настала по узору на Пету Бетовенову Симфонију Судбина)
- Симфонија бр. 1 (2011, незавршена) * Мамору Фуџисава
- Гудачки квартет бр. 1 (2014)
- Молитва (2015)
- Унутрашња симфонија за електричну виолину и камерни оркестар (2015)
- Концерт контрабаса (2015)
- Тријада за симфонијски оркестар (2016)
- 2 комада за чудан ансамбл (2016)
- Мала песма (2017)

## Награде

### У Јапану
- 1992: The 15th Japan Academy Prize Best Music Award (for 4 works including 'That summer, the most quiet ocean')[11]
- 1993: The 16th Japan Academy Prize Best Music Award ("Seishun Dendekeke desdeke")[12]
- 1994: 17th Japan Academy Prize Best Music Award (for 3 works including "Sonatine")[13]
- 1998: 48th Artistic Scholarship Minister Eiji Minister Freshmen's Prize Public Performance Division
- 1999: 17th JASRAC Prize Bronze Award ("Princess Mononoke")
- 1999: 22nd Japan Academy Prize Best Music Award ("HANA-BI")[14]
- 2000: The 23rd Japan Academy Prize Best Music Award ("Kikujiro no Summer")[15]
- 2002: The 16th Japan Gold Disc Awards Animation • Album of the Year ("Spirited Away")
- 2003: The 21st JASRAC Prize Gold Award ("Spirited Away")
- 2005: 45th ACC Advertising Award Best Music Award ("Iemon")
- 2007: The 25th JASRAC Prize Gold Award ("Howl's Moving Castle")
- 2009: The 32nd Japan Academy Prize Best Music Award ("Ponyo on the Cliff")[16]
- 2009: The 23rd Japan Gold Disc Award Soundtrack Album of the Year ("Ponyo on the Cliff")
- 2009: The 23rd Japan Gold Disc Awards Instrumental Album • The Year ("Piano Stories Best '88 -' 08")
- 2009: Medal of Honour with Purple Ribbon
- 2011: The 34th Japan Academy Award Best Music Award ("Bad Man")[17]
- 2014: The 37th Japan Academy Award Best Music Award ("Wind Standing")[18]
- 2003: The 30th Annie Prize Music Award ("Spirited Away")
- 2005: The 31st Los Angeles Film Critics Association Awards Music Award ("Howl's Moving Castle")
- 2005: 5th Korea Film Award Best Music Award ("Welcome to Dongmakgol")
- 2008: The 10th International Film Music Critics Association Award (IFMCA) Best Original Score Award in the Television Division ("The Great Four Shinki")
- 2008: The 27th Hong Kong Dengeki Gold Award (Hong Kong Academy Award) Best Music Award ("Aunt's Postmodern Life")
- 2009: The 3rd Asia Film Award Composition Award ("Ponyo on the Cliff")
- 2012: The 14th International Film Music Critics Association Award (IFMCA) Video Game • Interactive Media Division Best Original Score Award ("The Queen of the White World of Sin Ashes")
- 2014: 16th International Film Music Critics Association Award (IFMCA) Animation Category Best Original Score Award ("Wind Standing")
- 2015: 17th Udine Far East Film Festival Special Achievement Award